# Frank Hall
Pour les articles homonymes, voir Hall.
Frank Hall, né le 8 juillet 1865 à Woodside (New Jersey) et mort le 31 juillet 1939 à Manhattan, est un tireur sportif américain. 

## Biographie
Aux Jeux olympiques d'été de 1912 à Stockholm, Frank Hall est sacré champion olympique de tir aux pigeons par équipe. Il termine à la 15e place de l'épreuve individuelle de tir aux pigeons.